# Karl Friedrich August Nobbe

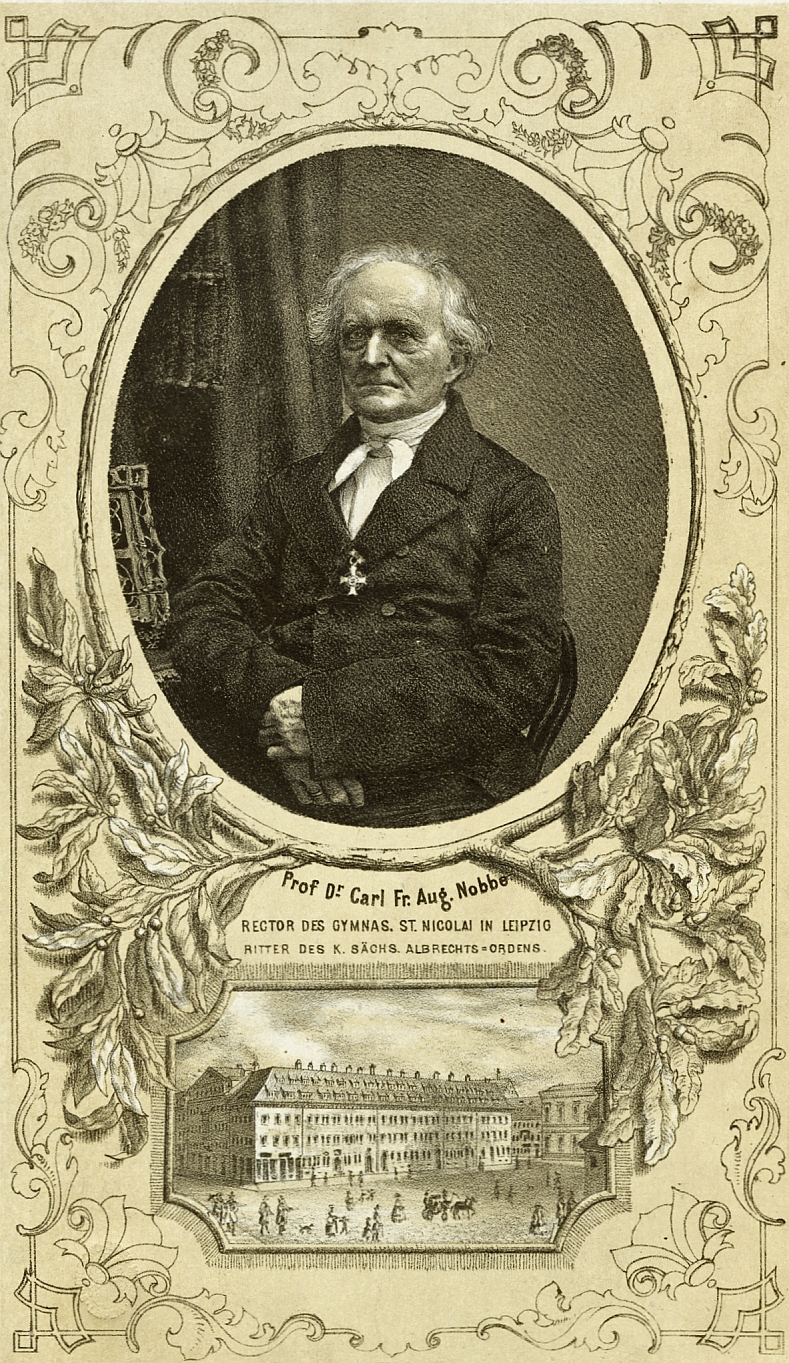
Karl Friedrich August Nobbe, um 1860

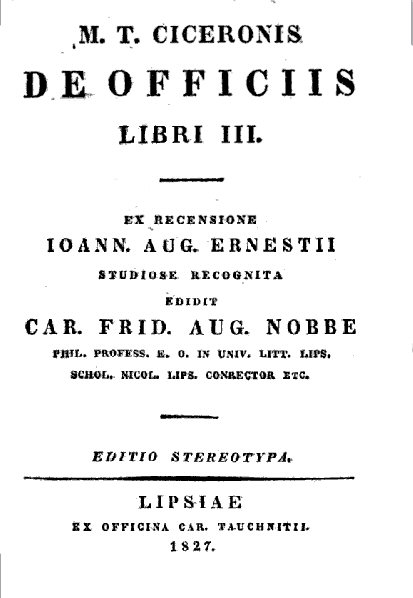
Sein 1827 erschienenes Buch M. T. Ciceronis De officiis libri III

Karl Friedrich August Nobbe (* 7. Mai 1791 in Pforta; † 16. Juli 1878 in Leipzig) war ein deutscher Pädagoge und Philologe.

## Leben
Nobbe wurde 1791 in Pforta geboren. Er besuchte von 1804 bis 1810 die Königlich Sächsische Fürsten- und Landesschule Pforta. Ab 1810 studierte er an der Universität Leipzig Philologie und Theologie. 1815 promovierte er durch das Erlangen der Magisterwürde zum Dr. phil., 1817 habilitierte er sich mit der Arbeit Observationum in Propertii carmina specimen. Von 1814 bis 1816 arbeitete Nobbe als Collaborator an der Thomasschule in Leipzig, anschließend wechselte er als Lehrer an die Nikolaischule. Dort wurde er 1820 Konrektor und von 1828 bis 1866 Rektor. Nach 50 Dienstjahren an der Nikolaischule wurde er am 21. Juli 1866 in den Ruhestand verabschiedet.
Nach seiner Habilitation arbeitete Nobbe ab 1817 zunächst als Privatdozent an der Leipziger Universität, 1827 wurde er außerordentlicher Professor und 1875 ordentlicher Honorarprofessor an der Universität. Zudem wurde er 1853 Ritter des Königlich Sächsischen Albrechts-Ordens und 1864 Träger des Königlich Sächsischen Verdienstordens. Nobbe war u. a. Herausgeber von Abstammungslisten des Reformators Martin Luther. Er starb 1878 in Leipzig.
Nobbe war seit 1836 mit Antonie Franziska Nobbe (geb. König) verheiratet. Sein Sohn ist der Pfarrer Heinrich Friedrich August Nobbe (1843–1925).

## Schriften (Auswahl)
- Karl Friedrich August Nobbe, Wilhelm Albert von Zahn: Serenissimo augustissimo prinicipi ac domino Alberto, duci saxoniae tribuno militum exercitus regii etc. et serenissimae augustissimae principi ac domincae Carolinae, regum suecicorum celsissimae gentis Wasae nepti die XVIII. mensis Junii anni MDCCCLIII nuptias celebrantibus pie congratulatur schola Nicolaitana Lipsiensis. Giesecke & Devrient, Leipzig 1853.
- Karl Friedrich August Nobbe: Friedrich August der Vertrauensvolle, König von Sachsen. Eine biographische Skizze. Brandstetter, Leipzig 1854.
- Karl Friedrich August Nobbe: Stammbaum der Familie des D. Martin Luther zur dritten Sekularfeier seines Todestages dem 18. Februar 1846. Verlag der Lutherstiftung, Leipzig 1856.
- Herimanns von Reichenau, Karl Friedrich August Nobbe, Wilhelm Wattenbach: Die Chronik Herimanns von Reichenau. Nach der Ausgabe der Monumenta Germaniae. Verlag der Dykischen Buchhandlung, Leipzig 1893.
- Claudius Ptolomaeus, Karl Friedrich August Nobbe: Geographia. Olms Verlag, Hildesheim 1966.